# Mithat Pala
Mithat Pala (* 15. August 2000 im Adapazarı) ist ein türkischer Fußballspieler.

## Karriere
Pala begann seine Karriere 2012 zunächst in dem Jugendverein von Yıldırımspor und später bei Sakarya Demirspor. Zur Saison 2019/20 wechselte Pala zum Drittligisten Pazarspor. Im Januar 2020 wechselte  er zu Çaykur Rizespor. Im selben Jahr wurde er direkt zurück an Pazarspor ausgeliehen. Sein erstes Pflichtspiel bei Çaykur Rizespor bestritt er am 13. Januar 2021 im türkischen Pokal gegen Beşiktaş Istanbul.
In der Saison 2021/22 wurde Pala an Afjet Afyonspor verliehen. 2022 kehrte er zurück zu Rizespor.